# Pyroderces argyrogrammos
Pyroderces argyrogrammos ist ein Schmetterling (Nachtfalter) aus der Familie der Prachtfalter (Cosmopterigidae).

## Merkmale
Die Falter erreichen eine Flügelspannweite von 11 bis 17 Millimeter. Der Kopf ist weiß und an den Seiten ockerbraun. Die Fühler sind ockerfarben grau und haben eine weiße Linie, die von der Basis bis hinter das erste Viertel reicht. Die letzten beiden Drittel der Fühler sind gesägt. Der Thorax ist ockerbraun und hat eine weiße Mittellinie. Die Tegulae sind ebenfalls ockerbraun und innen weiß gesäumt. Die Vorderflügel sind ockerbraun, haben eine seidenweiße Zeichnung und eine basale Längslinie vor dem Flügelinnenrand. Eine schräg nach innen verlaufende Binde befindet sich bei 1/3 der Vorderflügellänge. Sie ist in der Mitte unterbrochen. Ein unregelmäßiger Costalstrich liegt vor der Flügelmitte und gabelt sich in Richtung Apex. In der Mitte des Flügelinnenrandes befinden sich zwei Flecke, ein weiterer ist in der Diskalzelle. Zur Zeichnung gehören noch einige Subcostalflecke im Apikalbereich und eine unterbrochene Linie, die vom Innenwinkel zur Flügelspitze reicht. Die meisten Striche und Flecke sind unregelmäßig dunkelbraun gesäumt. Die Fransenschuppen sind am Apex ockerbraun, am Innenwinkel ockerfarben gelb und in Richtung des Flügelinnenrandes grau. Die Hinterflügel sind grau und haben ockergraue Fransenschuppen. Das Abdomen ist ockerfarben grau, die Segmente sind hinten weiß gebändert. Die seidenweiße Zeichnung und der dunkelbraune Saum der Vorderflügel sind variabel.
Bei den Männchen ist das Tegumen rundlich. Das rechte Brachium ist gekrümmt, während das linke nahezu gerade ist. Die Valven sind spatelförmig und haben einen leicht konkaven oberen Rand. Der untere Rand ist konvex. Der Aedeagus ist gestutzt und hat einen flanschförmigen Basalring, der seitlich mit zwei Fortsätzen versehen ist. Die leicht gekrümmte Manica verjüngt sich distal und hat eine nach unten gekrümmte Spitze. Die linke Valvella ist lang und schlank und in der Mitte etwas schmaler. Die rechte Valvella ist sehr kurz und stumpf.
Bei den Weibchen hat das Ostium einen sklerotisierten Ring und eine Öffnung auf der linken Seite des asymmetrischen Sterigma. Der Ductus bursae ist membranös und etwas kürzer als das Corpus bursae. Das Corpus bursae ist oval. Die Signa haben zwei verschieden große und unterschiedlich geformte Reihen unregelmäßiger Nadeln.

### Ähnliche Arten
Eine ähnliche Art ist Pyroderces caesaris. Die Unterscheidungsmerkmale werden im Artartikel beschrieben.

## Verbreitung
Pyroderces argyrogrammos ist in Süd- und Mitteleuropa beheimatet. Im Norden wurde die Art bis in den Norden Mitteldeutschlands nachgewiesen. Das Verbreitungsgebiet reicht von den Kanarischen Inseln im Westen über den Mittelmeerraum bis in den Iran und nach Zentralasien. Die Art ist in Steppen und Waldsteppen sehr häufig.

## Biologie
Die Raupen entwickeln sich an Eberwurzen (Carlina), Flockenblumen (Centaurea) und Ringdisteln (Carduus).
Auch an Benediktenkraut (Cnicus benedictus), Spanischer Golddistel (Scolymus hispanicus), Wolliger Färberdistel (Carthamus lanatus), Färberdistel (Carthamus tinctorius) und  Pycnomon acarna wurden Raupen nachgewiesen. Sie bohren sich in die Röhrenblüten und fressen hauptsächlich Samen. Die unterschiedlichen Generationen entwickeln sich an verschiedenen Pflanzen. Die Raupen überwintern und verpuppen sich in einem lockeren Kokon zwischen dem Pappus der Samen. Die befallenen Samenköpfe sind vor allem im Winter sehr auffällig, da sie sich nicht öffnen. Die Art bildet zwei Generationen im Jahr, im Süden ist auch eine dritte Generation möglich. Die Falter sind nahezu während der gesamten warmen Jahreszeit aktiv. Im Mittelmeerraum treten die Falter unregelmäßig von Ende April bis Ende September in Erscheinung.

## Systematik
Es sind folgende Synonyme bekannt:
- Cosmopteryx argyrogrammos Zeller, 1847
- Pyroderces goldeggiella Herrich-Schäffer, 1853

## Belege
1. 1 2 3 4  J. C. Koster, S. Yu. Sinev: Momphidae, Batrachedridae, Stathmopodidae, Agonoxenidae, Cosmopterigidae, Chrysopeleiidae. In: P. Huemer, O. Karsholt, L. Lyneborg (Hrsg.): Microlepidoptera of Europe. 1. Auflage. Band 5. Apollo Books, Stenstrup 2003, ISBN 87-88757-66-8, S. 123 (englisch).
2. ↑  Pyroderces argyrogrammos bei Fauna Europaea. Abgerufen am 19. Januar 2012